# Chinami Nishimura (femme politique)
Pour les articles homonymes, voir Nishimura.
Cet article concerne la femme politique. Pour l'actrice, voir Chinami Nishimura.
Chinami Nishimura (西村智奈美, Nishimura Chinami), née le 13 janvier 1967, est une femme politique japonaise, représentant la préfecture de Niigata à la Chambre des représentants du Japon pour le Parti démocrate du Japon, puis pour le Parti démocrate constitutionnel. Elle est nommée à plusieurs postes dans les différents gouvernements démocrates Hatoyama, Kan et Noda. 
Candidate à la présidence du Parti démocrate constitutionnel, elle échoue face à Kenta Izumi, mais conserve des postes clés dans l'organigramme de son parti, devenant la première femme à occuper le poste de secrétaire générale du parti.

## Jeunesse, études et carrière pré-électorale
Nishimura naît le 13 janvier 1967 dans la préfecture de Niigata. Elle effectue ses études supérieures en droit à l'université de Niigata,. Elle se spécialise ensuite en sciences politiques, spécifiquement dans les relations internationales. Elle continue par la suite ses études en Thaïlande et au Royaume-Uni.
Après son cursus universitaire, Nishimura occupe plusieurs postes d'enseignante, que ce soit dans des lycées professionnels ou en tant que maître de conférences dans plusieurs universités de la préfecture de Niigata.

## Carrière électorale

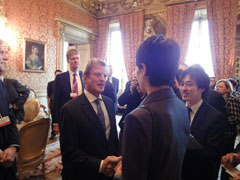
Nishimura et Bernard Kouchner, alors ministre des Affaires étrangères, lors d'une rencontre à Paris.

Nishimura commence sa carrière politique en 1998, lorsqu'elle devient membre de l'assemblée préfectorale de Niigata.
Elle se présente lors des élections législatives japonaises de 2003 dans la première circonscription de la préfecture de Niigata, sous l'investiture du Parti démocrate du Japon. À l'issue de ce scrutin, Nishimura est élue, et fait son entrée à la Diète du Japon. Elle est candidate à sa succession lors des élections législatives japonaises de 2005, et conserve son siège,.
En 2009, Nishimura conserve encore une fois son siège, et fait son entrée au gouvernement Hatoyama lors de l'arrivée du PDJ au pouvoir, au poste de secrétaire parlementaire chargée des Affaires étrangères. Elle conserve ce poste dans le gouvernement Kan, et devient vice-ministre de la Santé, du Travail et des Affaires sociales dans l'ultime gouvernement Noda. 
Toujours candidate aux élections législatives japonaises de 2012, elle est battue par le candidat du Parti libéral-démocrate Tōru Ishizaki (ja), et ne récolte pas un nombre de voix suffisantes pour être élue via la liste proportionnelle. Lors des élections législatives de 2014, elle perd encore une fois dans la première circonscription de Niigata, mais parvient à faire son retour à la Chambre des représentants du Japon via la liste proportionnelle du PDJ.

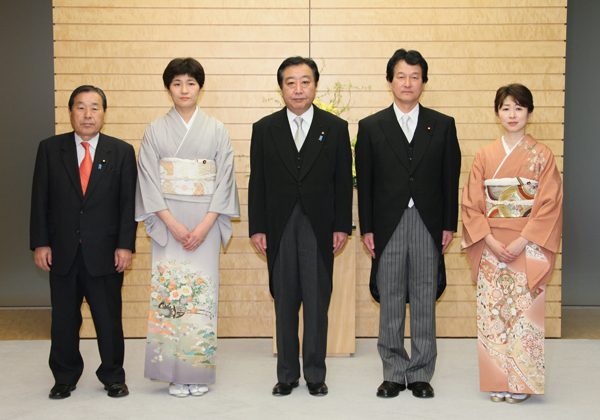
Nishimura, lors de sa nomination dans le gouvernement Noda en 2012, aux côtés, entre autres, de Yoshihiko Noda et Miho Takai.

Elle rejoint le Parti démocrate constitutionnel lors de sa formation en 2017, où elle devient chargée de la promotion de l'égalité des sexes au sein du parti. Elle est la candidate de ce parti lors des élections législatives de la même année, notamment soutenue par Yukio Edano, devenant la candidate des partis d'opposition unifiée. Elle remporte cette élection, et redevient la représentante de la première circonscription de la préfecture de Niigata. Elle soutient la candidature de Yukio Edano à l'élection du président du PDC en 2020, qu'il remporte. Elle conserve son siège à l'issue des élections législatives japonaises de 2021, toujours dans la première circonscription de Niigata.
En 2021, Yukio Edano présente sa démission du Parti démocrate constitutionnel, à la suite du recul du PDC lors des élections législatives. Nishimura annonce alors se porter candidate à sa succession. Elle parvient à réunir le soutien de 20 parlementaires issus du PDC, validant ainsi sa candidature pour l'élection interne. Parmi ses soutiens figurent l'ancien Premier Ministre Naoto Kan, les représentants Harumi Yoshida et Yuki Waseda, ainsi que les conseillers Noriko Ishigaki et Sakura Uchikoshi. Elle n'atteint pas le second tour de cette élection, remportée par Kenta Izumi. Elle accède néanmoins par la suite au poste de secrétaire général du parti, agissant comme numéro 2 du PDC,. Elle devient ainsi la femme la plus haut placée du parti, une première au Japon.
En décembre 2022, elle annonce qu'elle sera candidate à sa succession lors des élections législatives japonaises de 2025. Elle annonce ne pas vouloir se présenter aux élections pour la direction du PDC en 2024, malgré le soutien de Naoto Kan. La même année, elle est réélue lors des élections législatives anticipées, toujours dans la première circonscription de Niigata.

## Prises de position

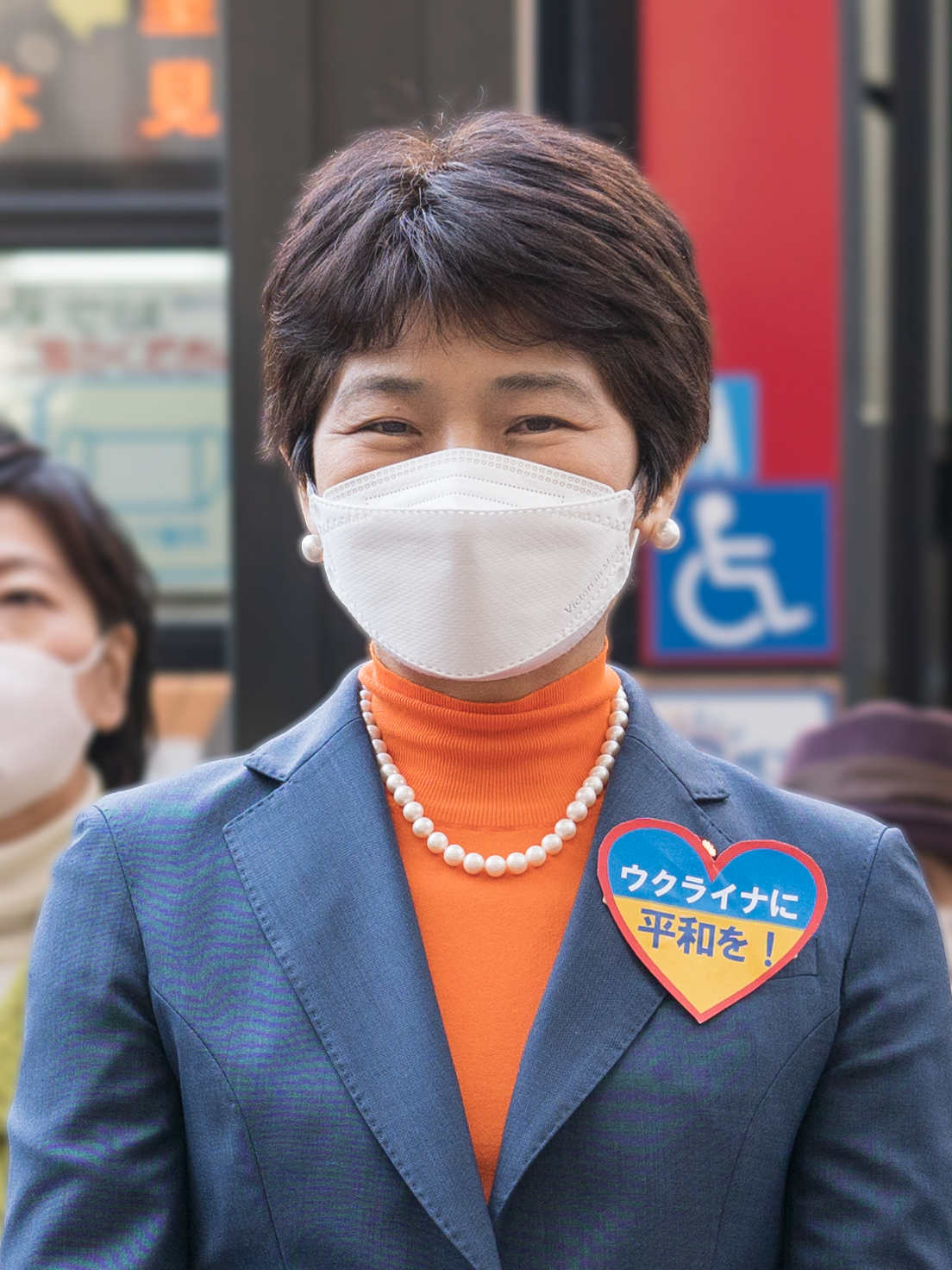
Nishimura en campagne à Fukuoka en 2022.

Nishimura se déclare opposée à une révision de la Constitution antimilitariste japonaise, révision soutenue par le Parti libéral-démocrate. Elle est également fermement opposée aux politiques Abenomics,,.
Fortement opposée à la reprise des activités des centrales nucléaires japonaises, elle lutte contre l'utilisation de l'énergie nucléaire, qu'elle soit militaire ou civile. Elle milite également pour une augmentation des énergies renouvelables dans le mix énergétique japonais. 
Ebata se déclare strictement opposée à la visite des politiques au sanctuaire Yasukini, sanctuaire shinto, considéré par certains comme l'un des symboles du passé colonialiste du Japon et des nationalistes. 
Nishimura est également favorable aux tentatives de changer la loi japonaise qui impose aux conjoints de porter le même nom. Elle se déclare également favorable à la reconnaissance du mariage homosexuel au Japon, ainsi qu'à la mise en place de quotas de femmes dans les postes clés de la société japonaise,.
Elle soutient également le maintien des femmes dans la famille impériale japonaise, même après leur mariage, ainsi que l'ascension d'une femme sur le trône de Chrysanthème. 

## Vie privée
Nishimura est mariée à un autre représentant du PDC, Hiranao Honda (ja). Durant ses années universitaires, elle se consacre au tir à l'arc, qu'elle continue à pratiquer dans sa vie adulte.
Elle paraît couramment thaï et anglais.